# Russell M. Nelson
Russell Marion Nelson (Salt Lake City, 9 de setembro de 1924) é o 17.º presidente de A Igreja de Jesus Cristo dos Santos dos Últimos Dias, com o falecimento de Thomas S. Monson, cargo a qual foi apoiado em 16 de janeiro de 2018. Também é bastante conhecido internacionalmente como um renomado cardiologista.

## Carreira médica
Natural de Salt Lake City, Utah, estudou na LDS Business College e na adolescência trabalhou como assistente em um banco. Em 1947, terminou seus estudos em medicina pela Universidade de Utah. Tão logo terminou o curso de medicina, fez parte da primeira equipe que realizou com sucesso uma cirurgia cardiovascular utilizando "Bypass cardiopulmonar". Em 1951, pela primeira vez uma máquina foi utilizada em uma cirurgia cardíaca em um Ser Humano e, quatro anos depois, Russell M. Nelson foi o primeiro em Utah a ter sucesso com a técnica.
Nelson também serviu como no exército dos Estados Unidos durante a Guerra da Coreia, também trabalhando no Japão, no Centro Médico do Exército de Walter Reed - Estados Unidos, e em Washington D.C.. Cumpriu residência em cirurgia no Hospital Geral de Massachusetts e recebendo seu doutorado pela Universidade de Minnesota.
Nelson retornou a Salt Lake City em 1955 para iniciar sua carreira acadêmica como professor da Faculdade de Medicina da Universidade de Utah. Em março de 1956, Nelson realizou a primeira operação cardiopediátrica bem-sucedida no Hospital Geral de Salt Lake City em uma menina de quatro anos que sofria de Tetralogia de Fallot. Em 1959, tornou-se membro do quadro permanente do Salt Lake Clinic, instituição associada ao LDS Hospital, e lá continuou suas pesquisas para o desenvolvimento de intervenções torácicas como segundo-diretor do programa de residência. Criou também um laboratório de pesquisas no LDS Hospital. Em meados dos anos 1960, Nelson desenvolveu técnicas de implantação de valva aórtica artificial, diminuindo significativamente o número de óbitos em cirurgias cardíacas.
Em um momento único em sua carreira, realizou com sucesso uma cirurgia no Presidente da Igreja Spencer W. Kimball.
Nelson também se envolveu bastante com aspectos administrativos da medicina e foi eleito presidente da Associação Médica do Estado de Utah. Ele ocupou a cadeira da Divisão de Cirurgias Torácicas do LDS Hospital entre 1967 e 1974 e foi diretor do programa de residência em cirurgia torácica do Hospital afiliado à Universidade de Utah entre 1967 e 1984. Foi também eleito presidente da Sociedade de Cirurgia Vascular e também foi diretor do Corpo Americano de Cirurgia Torácica.

### Cargos e prêmios
- Presidente - Thoracic Surgical Directors Association
- Presidente - Society for Vascular Surgery
- Presidente - Utah State Medical Association
- Diretor - American Board of Thoracic Surgery
- Coordenador - Council on Cardiovascular Surgery for the American Heart Association
- Coordenador - Division of Thoracic Surgery, LDS Hospital
- "Citation for International Service", American Heart Association
- "Heart of Gold Award", American Heart Association
- "Golden Plate Award", American Academy of Achievement
- "Distinguished Alumni Award", da Universidade de Utah

## Vida religiosa
Além de seu trabalho médico, Nelson serviu frequentemente em posições de liderança na Igreja. Ante de ser designado como Apóstolo, ele serviu como presidente de Estaca ao longo de seis anos em Salt Lake City (1964–1971). Durante este período, foi seu Segundo Conselheiro o mais tarde também Apóstolo Joseph B. Wirthlin (1917–2008). Nelson também serviu como presidente geral da Escola Dominical durante oito anos e quatro anos como representante regional do Quórum dos Doze Apóstolos.
Russell M. Nelson foi chamado para ser Apóstolo pelo Presidente da Igreja Spencer W. Kimball em 7 de abril de 1984. Foi ordenado Apóstolo em 12 de abril de 1984 por Gordon B. Hinckley. Na mesma conferência em que foi apoiado Nelson, Dallin H. Oaks foi também apoiado como membro do Quórum dos Doze Apóstolos - ocupando, respectivamente, o lugar de LeGrand Richards e Mark E. Petersen que haviam falecido no ano anterior.
De agosto de 2007 até janeiro de 2018, Élder Nelson foi responsável pelo Sistema Educacional da Igreja.
Desde 16 de janeiro de 2018, Russell M. Nelson é o Presidente de A Igreja de Jesus Cristo dos Santos dos Últimos Dias, foi designado após o falecimento de Thomas S. Monson. Sendo assim, Nelson se tornou o décimo sétimo presidente da Igreja.

## Família
Nelson casou-se com Dantzel White em 31 de agosto de 1945 no Templo de Salt Lake, Utah. Tiveram 9 filhas e um filho. Dantzel morreu inesperadamente em 12 de fevereiro de 2005. Em 6 de abril de 2006, Nelson casou-se com Wendy L. Watson no Templo de Salt Lake.

## Publicações
- Nelson, Russell M. (2010), Wise men and women still adore him, ISBN 9781606418352, Deseret Book, OCLC 672405152
- —— (2009), Hope in our hearts, ISBN 9781606412015, Deseret Book, OCLC 426253825
- —— (1998), Perfection pending: and other favorite discourses, ISBN 9781573454056, Deseret Book, OCLC 39256877
- —— (1998), The magnificence of man and Truth--and more, ISBN 9780875799858, Deseret Book, OCLC 40197958
- —— (1995), The gateway we call death, ISBN 9780875799537, Deseret Book, OCLC 31901270
- —— (1993), Lessons from mother Eve: a mother's day message, ISBN 9780875797342, Deseret Book, OCLC 32969712
- —— (1988), The power within us, ISBN 9780875791548, Deseret Book, OCLC 18164244
- —— (1987), Motherhood, ISBN 9780875790879, Deseret Book, OCLC 20469710